# Girgentanageit

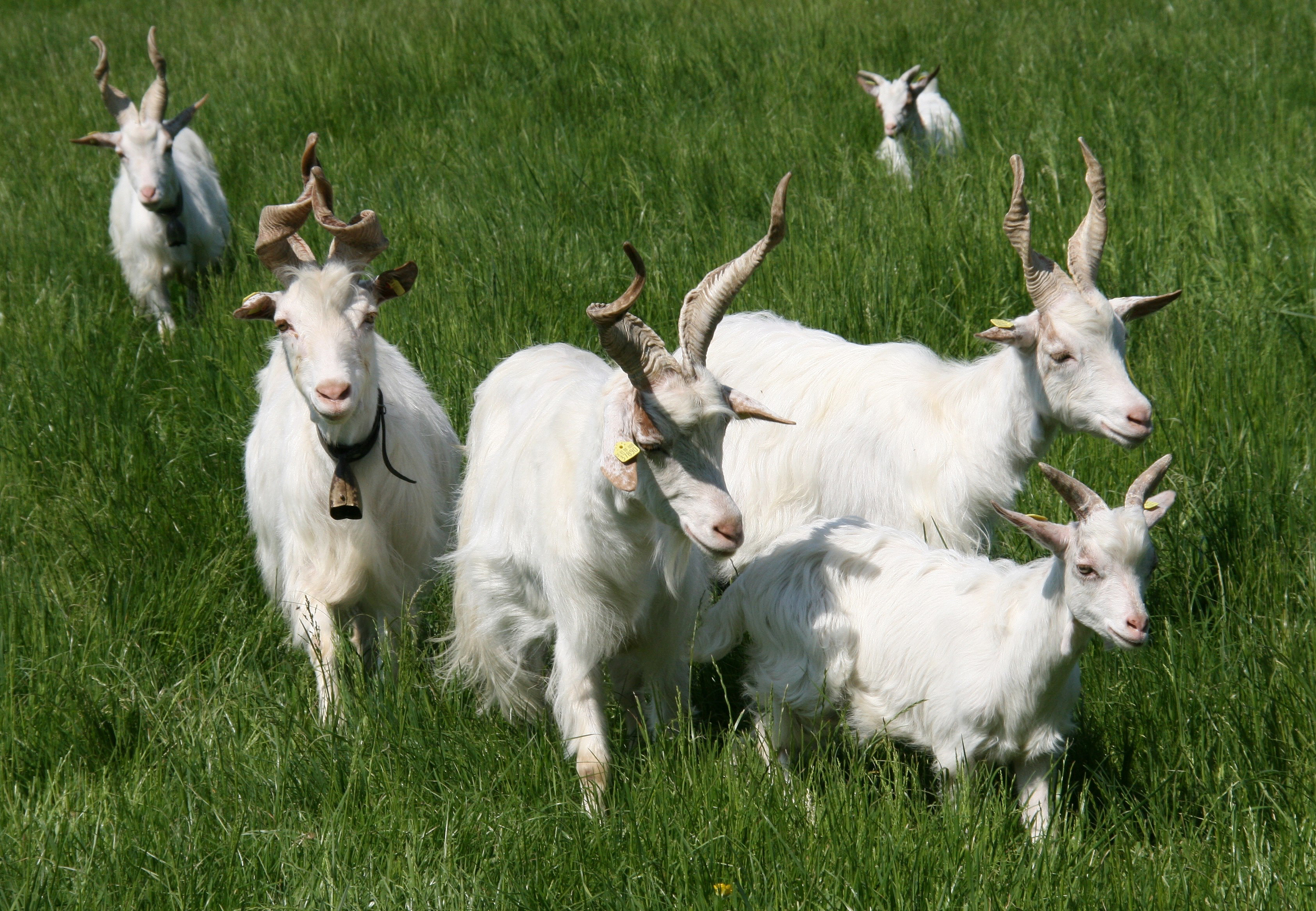
Girgentanageit

De girgentanageit is een geitenras, dat van oorsprong stamt uit de Italiaanse provincie Agrigento op Sicilië. De stad Agrigento heette tot 1929 Girgenti en naar haar is het ras vernoemd. De afstamming van het ras is onbekend. Een opvallend kenmerk van de dieren vormen de hoorns, die - in tegenstelling tot de meeste andere geitenrassen - gedraaid zijn en bij de bok een lengte van 80 cm kunnen bereiken. Dit heeft tot vermoedens geleid dat het girgentanaras afstamt van de Centraal-Aziatische schroefhoorngeit (Capra falconeri). Diens hoorns staan echter spiraalvormig naar buiten geplaatst, terwijl bij de girgentanageiten de hoorns naar binnen toe draaien.
Het sterke en weinig eisende ras is in de 20e eeuw in populatie sterk teruggelopen in Italië. De reden daarvoor is de lage melkproductie in vergelijking met modernere rassen. Het aantal geiten is sindsdien echter weer wat gestegen door toenemende aandacht van dierentuinen en organisaties voor het behoud van landbouwbiodiversiteit. De girgentanageit wordt ook ingezet voor landschapsbeheer en voor het behoud van cultuurlandschap.